# Hadsel
Hadsel ist eine Kommune im norwegischen Fylke Nordland und liegt auf mehrere Vesterålen-Inseln verteilt. Die Kommune hat 8400 Einwohner (Stand: 1. Januar 2025). Verwaltungssitz ist die Stadt Stokmarknes, die auch als Gründungsort der Hurtigrute gilt.

## Geografie
Die Kommune Hadsel befindet sich in einer stark von Fjorden zerklüfteten Region und verteilt sich auf mehrere Inseln der Inselgruppe Vesterålen. Die zentral in der Kommune gelegene Insel Hadseløya, auf der die Stadt Stokmarknes liegt, geht vollständig in die Kommune ein. Die Insel ist durch Fjorde und Meerengen von den anderen größeren Inseln getrennt, die jeweils in Teilen zur Kommune Hadsel gehören. Neben diesen größeren Inseln gehören auch viele weitere kleinere und unbewohnte Inseln zu Hadsel.
Im Norden der Hadseløya liegt die Insel Langøya. Die Insel wird durch den Eidsfjord, der sich aus dem Südwesten in die Insel einschneidet, in einen westlichen und östlichen Bereich geteilt. Zu Hadsel gehört lediglich der südöstlichste Bereich der Insel. Im Norden grenzt Hadsel an die Kommune Sortland, im Eidsfjord verläuft zudem eine Grenze zur Kommune Bø. Im Osten der Hadseløya befindet sich die Hinnøya und im Süden, getrennt durch den Hadselfjord, die Austvågøya. Auf der Hinnøya grenzt Hadsel im Nordosten ebenfalls an die Kommune Sortland, im Osten an Lødingen sowie im Süden an Vågan. Auch auf der Austvågøya grenzt Hadsel im Süden an Vågan.
Auf der Insel Hinnøya liegt ein Teil des Møysalen-Nationalparks innerhalb des Gemeindeareals. Das Terrain von Hadsel ist von Bergen geprägt, nur an der Küste ist das Gebiet flacher. Die Erhebung Higravtindan stellt mit einer Höhe von 1146,9 moh. den höchsten Punkt der Kommune Hadsel dar. Der Berg liegt auf der Insel Austvågøya auf der Grenze zu Vågan.

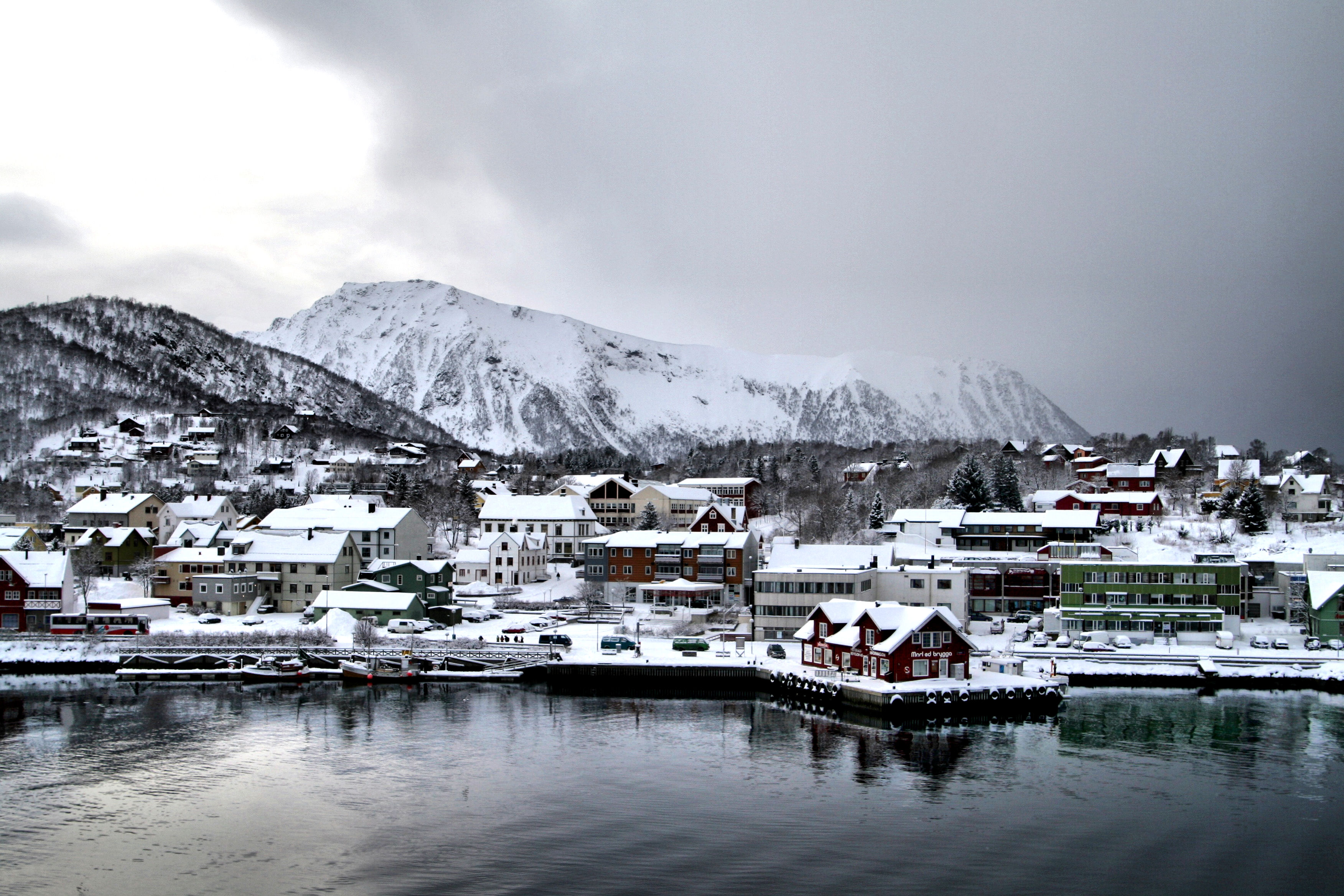
Blick auf Stokmarknes
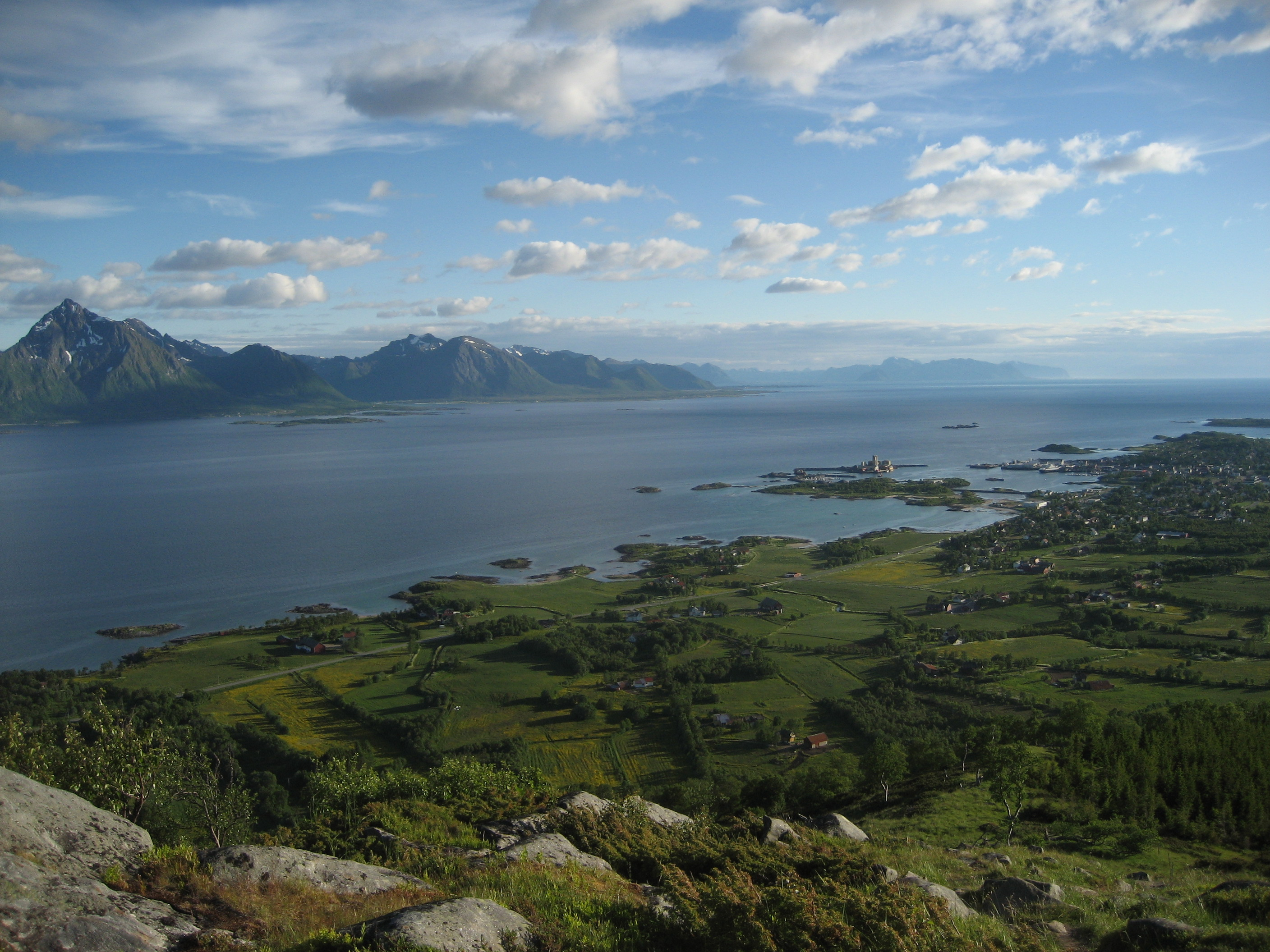
Blick von der Hadseløya auf den Hadselfjord

## Einwohner
Bis in die 1960er-Jahre stieg die Zahl der Einwohner an, bevor sie sich bis etwa 1990 weitgehend stabil bei über 8700 Einwohnern hielt. Im Jahr 2007 war die Einwohnerzahl auf 7907 Personen zurückgegangen, womit sie den niedrigsten Wert seit 1945 erreichte. Der Großteil der Einwohner lebt an der Küstenebene. Am stärksten besiedelt ist die Hadseløya mit dem Verwaltungszentrum Stokmarknes im Norden und der Ortschaft Melbu an der Südküste. In der Kommune liegen mehrere sogenannte Tettsteder, also mehrere Ansiedlungen, die für statistische Zwecke als eine städtische Siedlung gewertet werden. Diese sind Stokmarknes mit 3540, Melbu mit 2277 und Sandnes mit 373 Einwohnern (Stand: 1. Januar 2024).
Die Einwohner der Gemeinde werden Hadselværing genannt. Offizielle Schriftsprache ist wie in vielen Kommunen in Nordland Bokmål, die weiter verbreitete der beiden norwegischen Sprachformen.
| Jahr          | 1986 | 1990 | 1995 | 2000 | 2005 | 2010 | 2015 | 2020 | 2025 |
| ------------- | ---- | ---- | ---- | ---- | ---- | ---- | ---- | ---- | ---- |
| Einwohnerzahl | 8763 | 8706 | 8639 | 8321 | 8039 | 7981 | 8057 | 8061 | 8400 |

## Geschichte

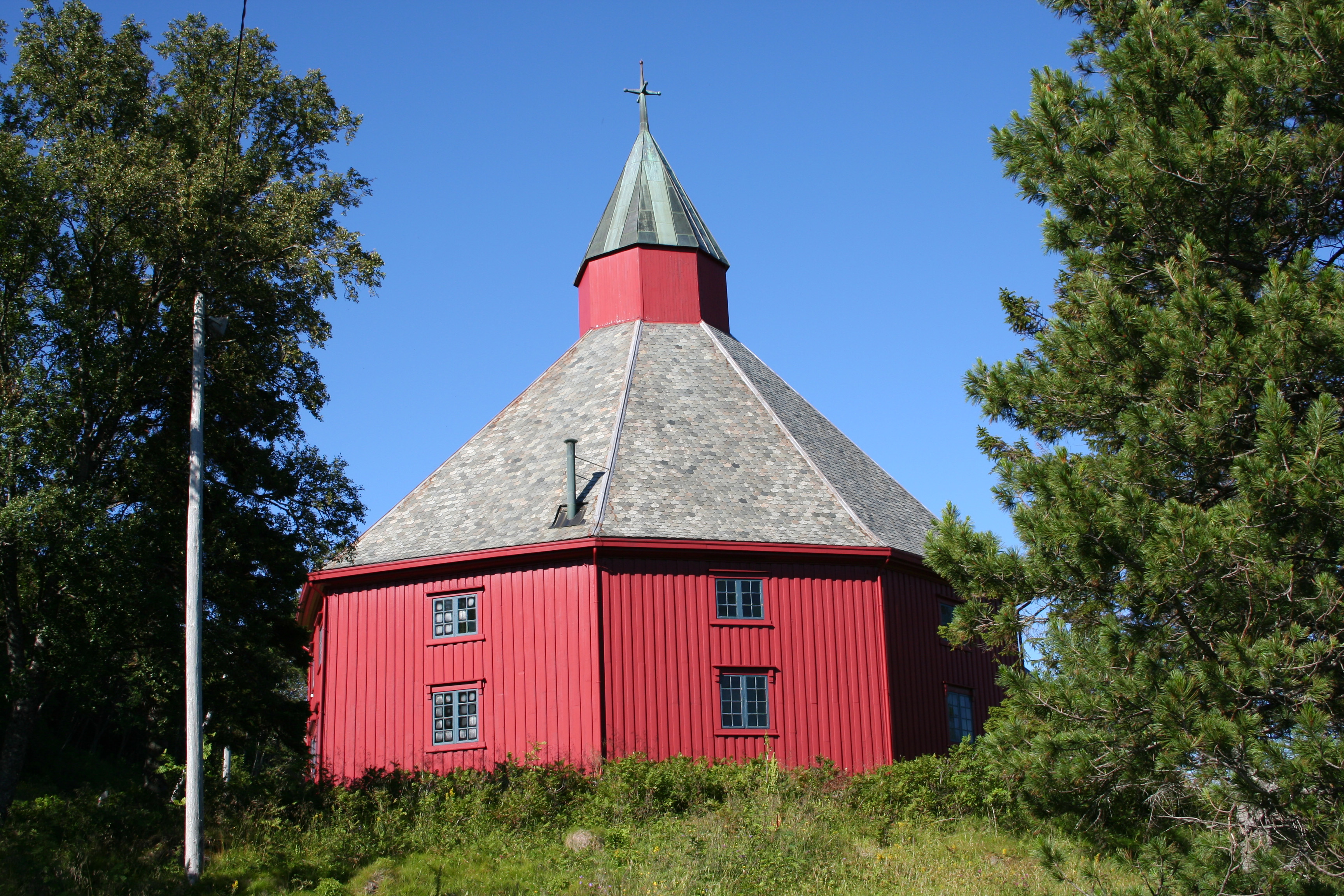
Hadsel kirke

Die Kommune Hadsel entstand nach der Einführung der lokalen Selbstverwaltung im Jahr 1837. Zum 1. Januar 1963 wurde ein von 1360 Personen bewohntes Gebiet im inneren Bereich des Eidsfjords auf der Insel Langøya an Sortland überführt. Stokmarknes führt seit 2000 die Bezeichnung „Stadt“.
In der Kommune liegen mehrere Kirchen. Die Hadsel kirke ist eine Holzkirche aus dem Jahr 1824. Sie liegt an der Nordostküste der Hadseløy. In der Ortschaft Melbu liegt die Melbu kirke, ebenfalls eine Holzkirche. Das Gebäude wurde im Jahr 1936 fertiggestellt.

## Wirtschaft und Infrastruktur

### Verkehr

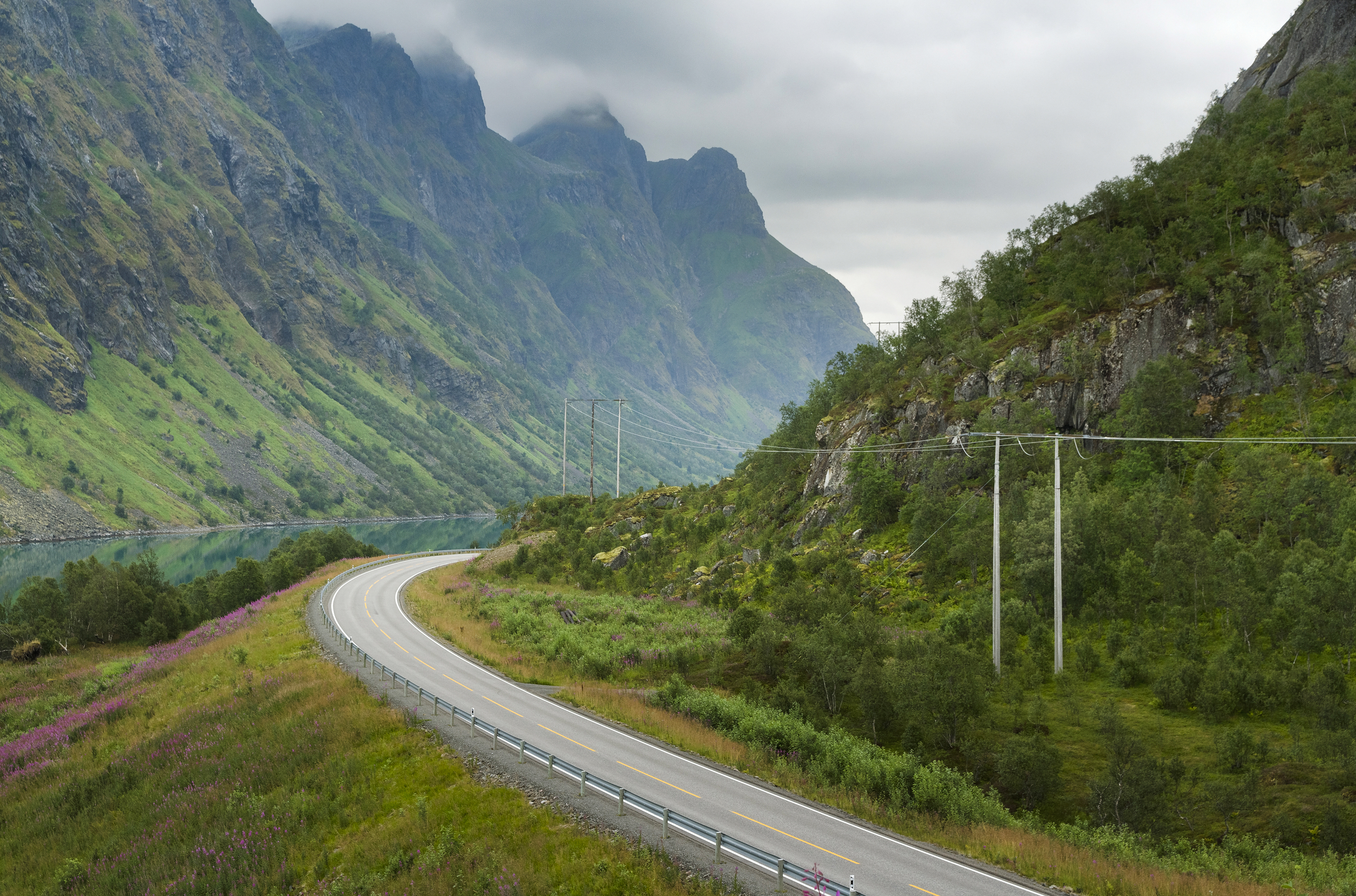
Blick auf die E10 in Hadsel

Auf den Inseln Austvågøya und Hinnøya verläuft die Europastraße 10 (E10) durch das Gemeindegebiet. Die Straße ist in diesem Bereich auch als Lofast (kurz für Lofotens fastlandsforbindelse, deutsch Lofoten-Festlandsverbindung) bekannt. In West-Ost-Richtung kommt sie zunächst aus der südlich gelegenen Kommune Vågan, führt dann in Hadsel nach Norden an die Küste des Hadselfjords. Dessen Seitenarm Sløverfjorden wird im Sløverfjordtunnel durchquert. Im Bereich weiter östlich befindet sich unter anderem der Myrlandstunnel. Die E10 verlässt die Kommune Hadsel an der Grenze zur Kommune Lødingen. Nahe der E10 führt eine Fährverbindung über den Hadselfjord von der Austvågøya nach Melbu auf der Hadseløya. Von dort führt der Fylkesvei 82 nach Stokmarknes in den Norden und weiter über Brücken über die Meeresenge Langøysundet auf die Insel Langøya. Dort liegt der Flughafen Stokmarknes, Skagen.
Stokmarknes gilt als Gründungsort der Hurtigrute: 1881 wurde hier die Vesterålen Dampfschifffahrtsgesellschaft als Vorgänger der heutigen Hurtigrutengesellschaft von Richard With gegründet. Das inzwischen ausgemusterte Hurtigrutenschiff Finnmarken befindet sich in der Stadt direkt neben dem Hurtigrutenmuseum.

### Wirtschaft
Für die Landwirtschaft ist vor allem die Tierhaltung von Bedeutung. Am weitesten verbreitet sind die Fleisch- und Milchproduktion. Traditionell ist auch die Fischerei in Hadsel vertreten, wobei auch die Fischzucht üblich ist. Die Fischerei bildet die Grundlage für die Lebensmittelindustrie, die die am stärksten in der Kommune vertretene Industriebranche ist. Für die lokale Wirtschaft ist zudem der Dienstleistungssektor von größerer Bedeutung. Viele Arbeitsplätze sind in der öffentlichen Verwaltung, im Bildungsbereich und im Gesundheitssektor verankert. In Stokmarknes liegt der Vesterålen-Campus der Nord Universität. Im Jahr 2021 arbeiteten von etwa 3920 Arbeitstätigen zirka 2990 in Hadsel selbst, 450 waren in der Nachbarkommune Sortland tätig. Der Rest verteilte sich auf Kommunen wie Tromsø, Vågan und Vestvågøy.

## Name und Wappen
Das seit 1976 offizielle Wappen der Kommune zeigt vier goldene Ringe auf blauem Hintergrund. Die Ringe sollen die vier großen Inseln der Kommune darstellen. Der Gemeindename leitet sich vom altnordischen Namen „Hǫfðasegl“ ab. Dieser setzt sich aus den beiden Bestandteilen „hǫfði“ und „segl“ zusammen.

## Musik
Der US-amerikanische Komponist und Sänger Zach Condon veröffentlichte Ende 2023 mit seiner Folkband Beirut das Album Hadsel mit deutlichen Bezügen auf den Ort.

## Persönlichkeiten
- Henry Halfdan Valen (1924–2007), Politikwissenschafter und Hochschullehrer
- Lars Andreas Larssen (1935–2014), Schauspieler und Moderator
- Oddrunn Pettersen (1937–2002), Politikerin
- Dag Jostein Fjærvoll (1947–2021), Politiker
- Kjell-Børge Freiberg (* 1971), Politiker
- Sivert Høyem (* 1976), Musiker